# Conospermum brachyphyllum
Conospermum brachyphyllum (лат.) — кустарник, вид рода Коноспермум (Conospermum) семейства Протейные (Proteaceae), эндемик Западной Австралии.

## Ботаническое описание
Conospermum brachyphyllum — открытый кустарник до 1 м высотой. Листья нитевидные 2,2-5,5 см длиной и 0,4-0,75 мм шириной, восходящие, более или менее загнутые, иногда сигмовидные, канальцевидные, заострённые. Соцветие — метёлка из колосьев. Метёлка часто имеет несколько основных ветвей, отходящих от главной оси соцветия. Цветоносный побег 1,5-8 см длиной опушённый; прицветники яйцевидные, 2,5-4 мм длиной, 1,8-3 мм шириной, голубовато-коричневые, гладкие за исключением опушки у основания и по бокам. Околоцветник белый, пушистый, с загнутыми назад волосками; трубка длиной 3-9 мм; верхняя губа яйцевидной формы, длиной 2-3 мм, шириной 0,8-1,3 мм голубая гладкая; основание с опушкой и острой загнутой вершиной и обычно с пучком волосков по краю; нижняя губа объединена на 1,5-2,8 мм. Цветёт с августа по октябрь белыми цветками. Плод этого вида не описан.

## Таксономия
Впервые вид был официально описан английским ботаником и садоводом Джоном Линдли в 1839 году в его книге A Sketch of the Vegetation of the Swan River Colonyпо, по образцах, собранных Джеймсом Драммондом.

## Распространение
Conospermum brachyphyllum — эндемик Западной Австралии. Встречается вдоль западного побережья регионов Среднего Запада и Уитбелт в Западной Австралии от Ирвина до Дандарагана, где растёт на песчаных почвах поверх латерита и гравия.